# De Gerlacheberget
De Gerlacheberget är en kulle i Antarktis. Den ligger i Östantarktis. Norge gör anspråk på området. Toppen på De Gerlacheberget är 1 376 meter över havet.
Terrängen runt De Gerlacheberget är kuperad österut, men västerut är den platt. Trakten är obefolkad. Det finns inga samhällen i närheten.